# 亞倫·樂雅·伊斯卡
亞倫·樂雅·伊斯卡（Aaron Leya Iseka，1997年11月15日—）是剛果民主共和國裔比利時的職業足球運動員，司職前鋒，現效力於希臘足球超級聯賽球隊OFI克里特。

## 外部連結
- Soccerway資料庫：亞倫·樂雅·伊斯卡